# Kerstin Thieme
Kerstin Thieme (Niederschlema,-Erzgebirge; 23 de junio de 1909 -  Stuttgart; 26 de noviembre de 2001) fue una compositora, docente musical, editora de música y musicóloga.

## Biografía
Thieme nació el 23 de junio de 1909, hija de un director comercial y natural de una familia hugonot al sur de Francia, en la ciudad de Erzgebirg, Nieder-Schlema. Estudió música y composición en la Universidad de Música de Leipzig acaba sus estudios con una tesis doctoral sobre lo tema “Estilo de sonido de la Orquesta  de Mozart”. Después de graduarse, Thieme se matriculó en la clase de composición a la Academia de Música de Leipzig de Hermann Grabner, a la cual también contó Hugo Distler (1908-1942) y el compositor de películas Miklós Rózsa (1907-1995). Simultáneamente, Thieme también estudió en la Universidad de Leipzig, como psicología integral con Felix Krueger. Estudió música y composición en la Universidad de Música de Leipzig, acaba sus estudios con una tesis doctoral sobre lo tema “Estilo de sonido de la Orquesta  de Mozart”. Trabajó como docente en la escuela Max Klinger de Leipzig.
Sus primeros éxitos compositivos provienen de principios de los años treinta como, por ejemplo, el estreno mundial de las «Variaciones sobre un tema de Hindemith» en la Leipzig Gewandhaus. Entre 1939 y 1945 Thieme se vio obligado a servir en el frente como soldado en la Segunda Guerra Mundial y luego fue hecho prisionero en Italia. En 1946 vuelve a la docencia como profesor de música en los departamentos de educación y radio play a Leipziger Rundfunk, donde también es director del coro juvenil.
En 1948 escapa de la zona de ocupación soviética por razones políticas y se instala a Nuremberg. Durante un año será profesor en el Labenwolf-Oberrealschule y más tarde entra 1956 y 1960 pasará a serlo del conservatorio de Nuremberg. En Nuremberg, enseñó por primera vez en el Labenwolf Gymnasium y fue al Conservatorio en 1956, donde Thieme enseñó teoría de la música durante veinte años. Desde principios de 1951 estuvo involucrada en la Semana Internacional del Órgano de Nuremberg. Al 1960 empieza como profesor del Departamento de educación musical de la Universidad Friendrich Alexander de Nuremberg donde trabajará hasta 1974 debido a su jubilación.
En 1976 se realizó una reasignación de género y pasa a llamarse Kerstin Thieme hasta su muerte.